# Ruby Ridge

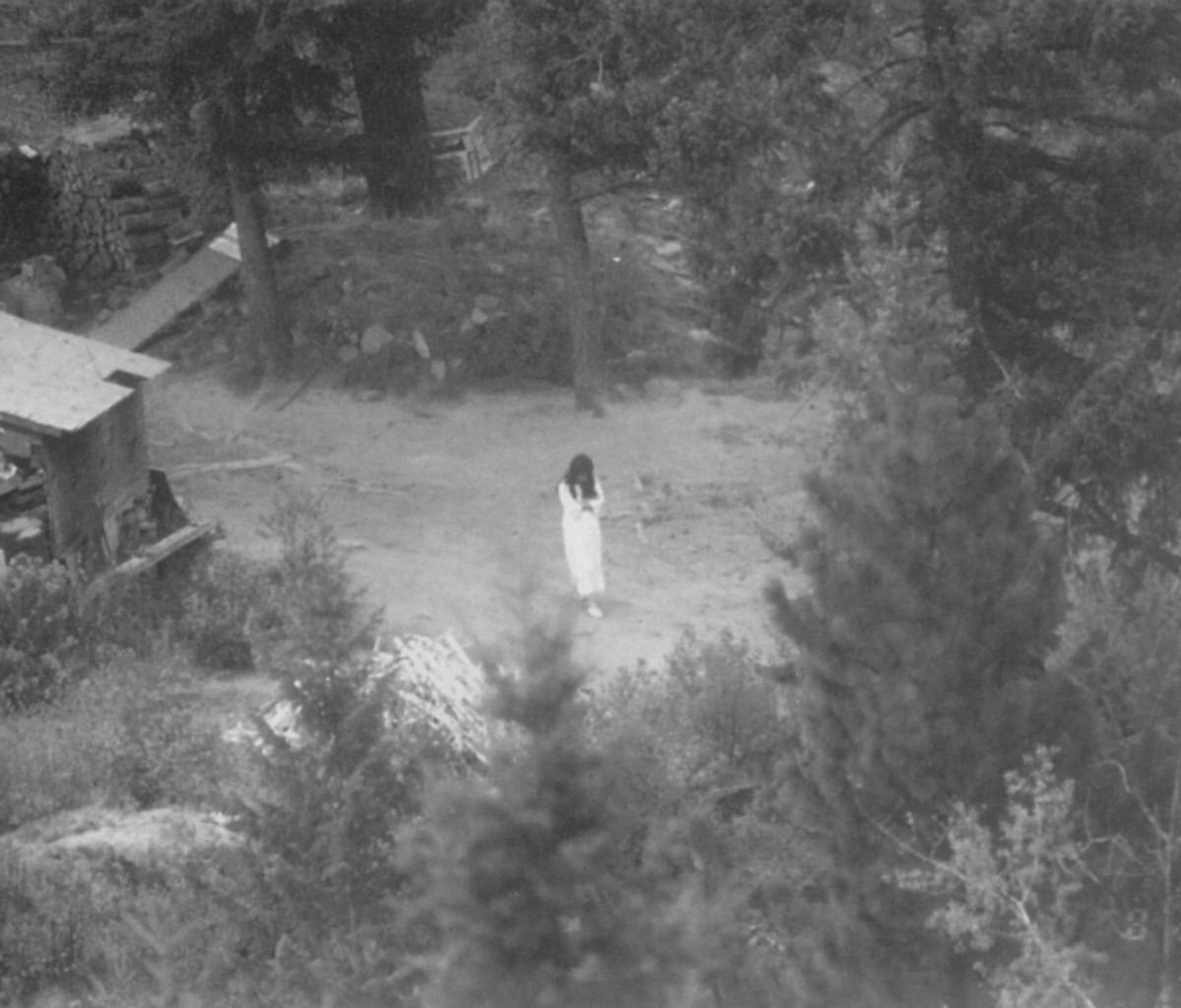
Vicki Weaver widziana z pozycji obserwacyjnej USMS 21 sierpnia 1992 roku

Ruby Ridge było miejscem 11-dniowego oblężenia w 1992 roku w północno-zachodnich Stanach Zjednoczonych w hrabstwie Boundary w stanie Idaho, niedaleko Naples.

## Geografia
Ruby Ridge jest najbardziej wysuniętym na południe z czterech grzbietów, które rozciągają się na wschód od pasma górskiego Bottleneck / Roman Nose w kierunku rzeki Kootenai.

## Przyczyny
W 1983 roku Randy Weaver zamieszkał z rodziną w odludnym miejscu w okolicach Ruby Ridge. Przez pierwsze lata rodzina żyła w prawie całkowitym odosobnieniu. Randy Weaver popadł w konflikt z Terrym Kinnisonem, dotyczący kontraktu na zakup ziemi. Weaver wygrał spór w sądzie, a Kinnison w ramach zemsty napisał list do FBI, w którym oskarżał Weavera o chęć zabójstwa papieża, prezydenta Stanów Zjednoczonych oraz gubernatora Idaho. Po tym wydarzeniu Randy i jego żona Vicky byli przesłuchiwani przez agentów FBI i Secret Service. W wyniku śledztwa służby dowiedziały się o kontaktach Weavera z Frankiem Kumnickiem, który był jednym z członków neofaszystowskiej organizacji Aryan Nations. Dodatkowo podejrzewano, że rodzina gromadzi nielegalnie broń. Randy Weaver zaczął uczestniczyć w spotkaniach Aryan Nations, choć nie był ich członkiem. Mężczyzna w organizacji poznał członka federalnej agencji Bureau of Alcohol, Tobacco Firearms and Explosives (ATF), który w tajemnicy infiltrował Aryan Nations. Randy sprzedał agentowi nielegalnie posiadaną broń, co w konsekwencji doprowadziło do przesłuchania przez agentów ATF. Federalna agencja zaproponowała mężczyźnie współpracę, jednak Randy odmówił. Mężczyzna został aresztowany i oskarżony o nielegalne posiadanie broni. Randy Weaver wyszedł za kaucją. Datę rozprawy wyznaczono na 20 lutego 1991 roku, ale urzędnik przez pomyłkę wpisał w liście do Weavera datę 20 marca 1991 roku (według innej wersji Weaver znał dokładną datę rozprawy, ale ją zignorował). Po niestawieniu się w sądzie Weavera wydano federalny nakaz jego aresztowania. Randy Weaver obawiał się zbrojnego ataku służb na swój dom, więc rozpoczął kupować broń i fortyfikować posiadłość. Agenci U.S. Marshalls Service i FBI zaczęli planować aresztowanie Weavera.

## Przebieg oblężenia
Po obserwacji rodziny służby bezpieczeństwa uznały, że rodzina może stawiać zbrojny opór, więc postanowiono dokonać nocnego ataku na dom Weavera. 21 sierpnia 1992 roku pies Weavera zauważył grupę agentów federalnych. Jeden z agentów zabił zwierzę. Wystrzał zwabił Weavera, jego syna Sammy’ego oraz przyjaciela rodziny Kevina Harrisa. Rozpoczęła się strzelanina, w której zginął 14-letni Sammy oraz jeden z agentów federalnych. Harris i Randy z żoną oraz dwiema córkami zabarykadowali się w swoim domu. Do Ruby Ridge wysłano oddział Hostage Rescue Team, który specjalizował się w sprawach związanych z uwalnianiem zakładników (mimo że w domu nie było żadnych zakładników). Dzień później snajper Lon Horiuchi zauważył, że z domu wyszli Randy i Harris. Horiuchi uznał, że mężczyźni chcą ostrzelać helikopter FBI, więc zaczął strzelać w ich kierunku. Pierwszy strzał trafił w ramię Weavera. Mężczyźni zaczęli uciekać do domu. Snajper oddał drugi strzał, który przebił się przez drzwi wejściowe i trafił w twarz Vicky, trzymającą na rękach swoją kilkumiesięczną córkę. W wyniku trafienia żona Weavera zmarła po kilku minutach. Przez następne dni nie dochodziło do zbrojnych starć. Po rozmowach z negocjatorami Randy i Harris oddali się w ręce policji. Oblężenie trwało 11 dni.

## Skutki
Po aresztowaniu Weavera i Harrisa postawiono im wiele zarzutów m.in. morderstwo oraz spisek kryminalny. W czasie procesu uznano, że mężczyźni działali w ramach samoobrony. Kevin Harris został uniewinniony, a Randy Weaver został skazany jedynie za niestawienie się w terminie w sądzie na karę 18 miesięcy pozbawienia wolności i 10 tysięcy dolarów grzywny. Departament Sprawiedliwości wszczął śledztwo, które wykazało wiele błędów służb w czasie oblężenia. Nie dokonano odpowiedniego rozpoznania taktycznego, Weaverowie nie zostali wezwani do poddania się, a strzał po którym zginęła Vicky został oddany w czasie, gdy Harris i Weaver uciekali do domu będąc odwróconymi plecami do snajpera i nie stanowili zagrożenia. Snajper Lon Horiuchi nie został ukarany za śmiertelne postrzelenie Vicky. W 1995 roku rodzina Weavera zaczęła domagać się odszkodowania za wyrządzone krzywdy. Po wytoczeniu procesu władzom federalnym rząd postanowił zapłacić każdej z córek Randy’ego po milion dolarów, a mężczyźnie 100 tysięcy dolarów w ramach rekompensaty za wyrządzone krzywdy. Kevin Harris również domagał się odszkodowania, jednak rząd nie chciał się na to zgodzić, ponieważ to on zastrzelił agenta federalnego. Kevin Harris po wielu odwołaniach otrzymał odszkodowanie w wysokości 380 tysięcy dolarów. Aktualnie rodzina Weaverów mieszka w Montanie. Córka Randy’ego oświadczyła, że przebaczyła agentom, którzy zabili jej brata i matkę. Po oblężeniu w Ruby Ridge żaden z Weaverów nie popadł w konflikt z prawem. Rodzina nadal posiada ziemię, na której stał dom, po którym zostały już tylko fundamenty. W 1995 roku przyjęto przepisy dotyczące używania „środków śmiertelnej przemocy” przez wszystkie agencje federalne. Przepisy precyzują, w jakich sytuacjach służby mogą używać broni palnej.